# Raná (okres Louny)
Obec Raná se nachází při úpatí stejnojmenného vrchu necelých sedm kilometrů severně od Loun v okrese Louny v Ústeckém kraji. Žije v ní 239 obyvatel.

## Historie

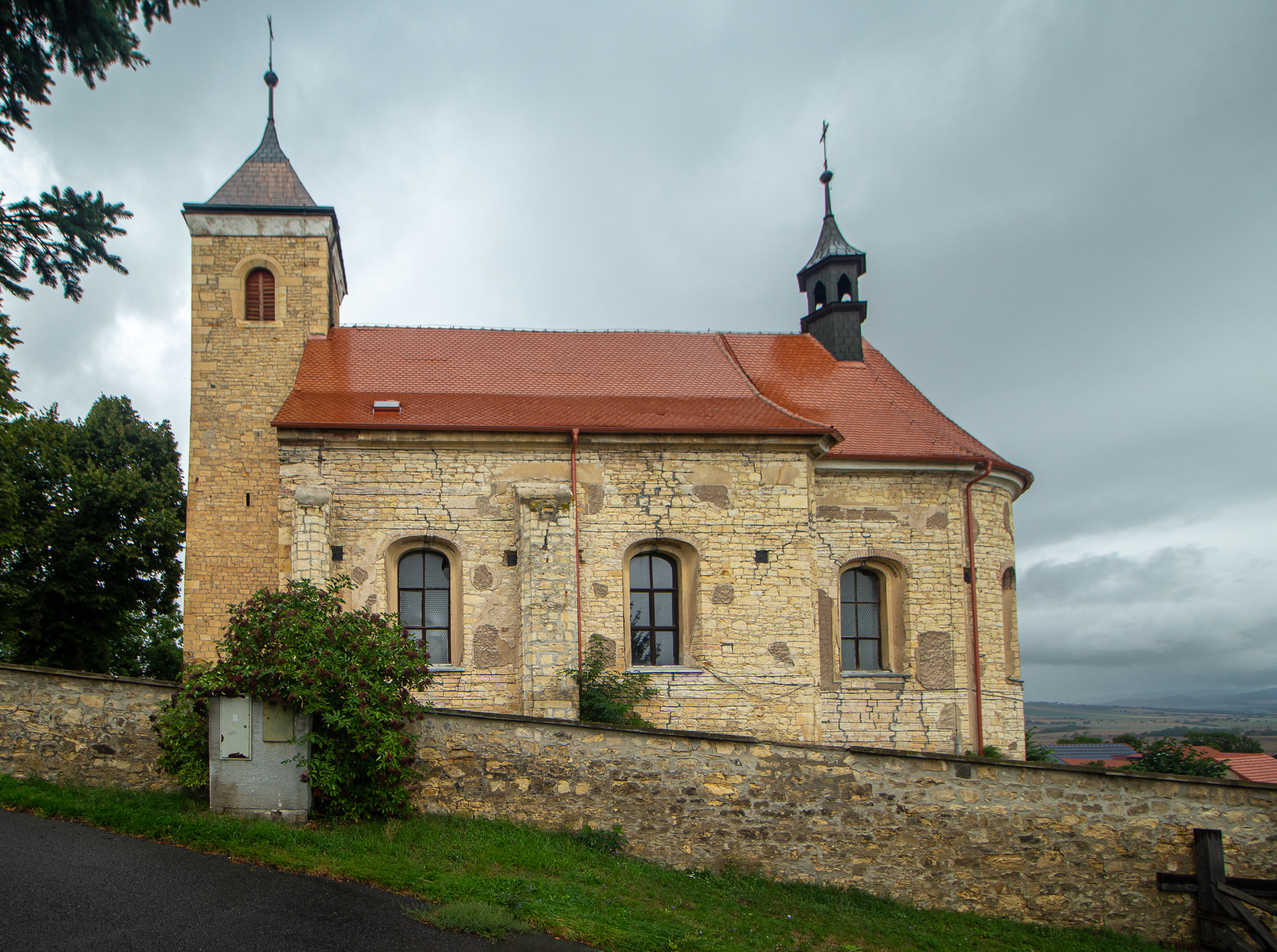
Budova kostela Všech svatých

Podle Antonína Profouse pochází název vesnice ze starého slovanského výrazu "ranъ", který znamenal ráno nebo raný, časný.
První písemná zmínka o obci pochází z roku 1335. "Villa Rana" se objevuje v listině Jana Lucemburského vydané v Praze 7. srpna. Panovník v ní potvrzuje nadaci, kterou pro klášter magdalenitek, umístěný mezi Louny a Dobroměřicemi, založil lounský rychtář Bero. V listině je zmíněn rovněž ranský kostel, k němuž mají mít magdalenitky patronátní právo. V předhusitském období byl majetek v Rané rozdělen mezi klášter a bohaté lounské měšťany. Za husitských válek klášter magdalenitek zanikl a veškerý jeho majetek přešel na Louny. V roce 1459 ustanovil Jiří z Poděbrad, že z bývalého klášterního majetku včetně Rané vznikne záduší, z něhož se bude financovat provoz špitálu. Od té doby byla Raná – s výjimkou krátkého období po třicetileté válce – trvale v majetku Loun.
Nejstarší lounská účetní kniha obsahuje soupis všech poplatníků městské dávky z Rané z roku 1450. Platilo ji 22 usedlostí, Raná měla v té době tudíž kolem 150 obyvatel. Město Louny si v Rané vybudovalo hospodářský dvůr, který provozovalo ve vlastní režii. Ke dvoru patřilo 72 hektarů orné půdy, vinice, rybníky a pastviny. Nejvýnosnějším odvětvím dvora bylo v předbělohorském období obilnářství, ekonomicky výnosný byl i chov ovcí a vinařství.
V důsledku třicetileté války byla Raná zpustošena. Přispěl k tomu i požár v roce 1624, kdy s výjimkou kostela, městského dvora a čtyř usedlostí vyhořela celá vesnice. Na konci války, v roce 1654, bylo v Rané podle berní ruly z 18 usedlostí 11 pustých. Na svazích kopce Raná se stále pěstovala vinná réva. Podle soupisu poddaných podle víry z roku 1651 měla Raná pouhých 23 obyvatel, polovina z nich se stále nepřihlásila ke katolické víře. Při pobělohorských konfiskacích připadly všechny lounské špitální vesnice včetně Rané královské komoře a byly zastaveny postupně několika šlechtickým rodům. Až roku 1684 si

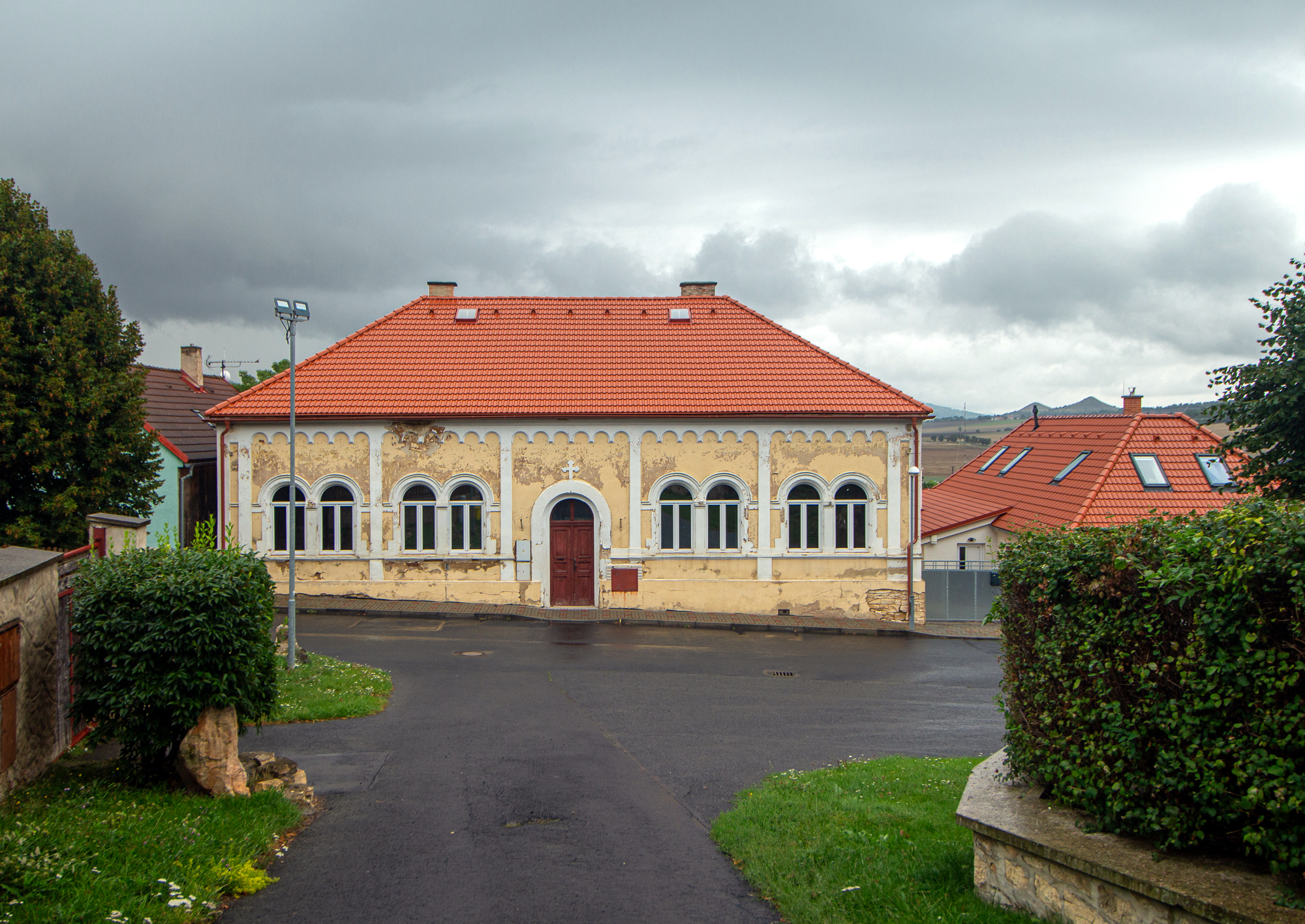
Budova fary

je směly od panovníka vykoupit zpět. V 17. století se do Rané přistěhovali noví, německy mluvící kolonisté. Až do konce druhé světové války zůstala Raná národnostně smíšená.

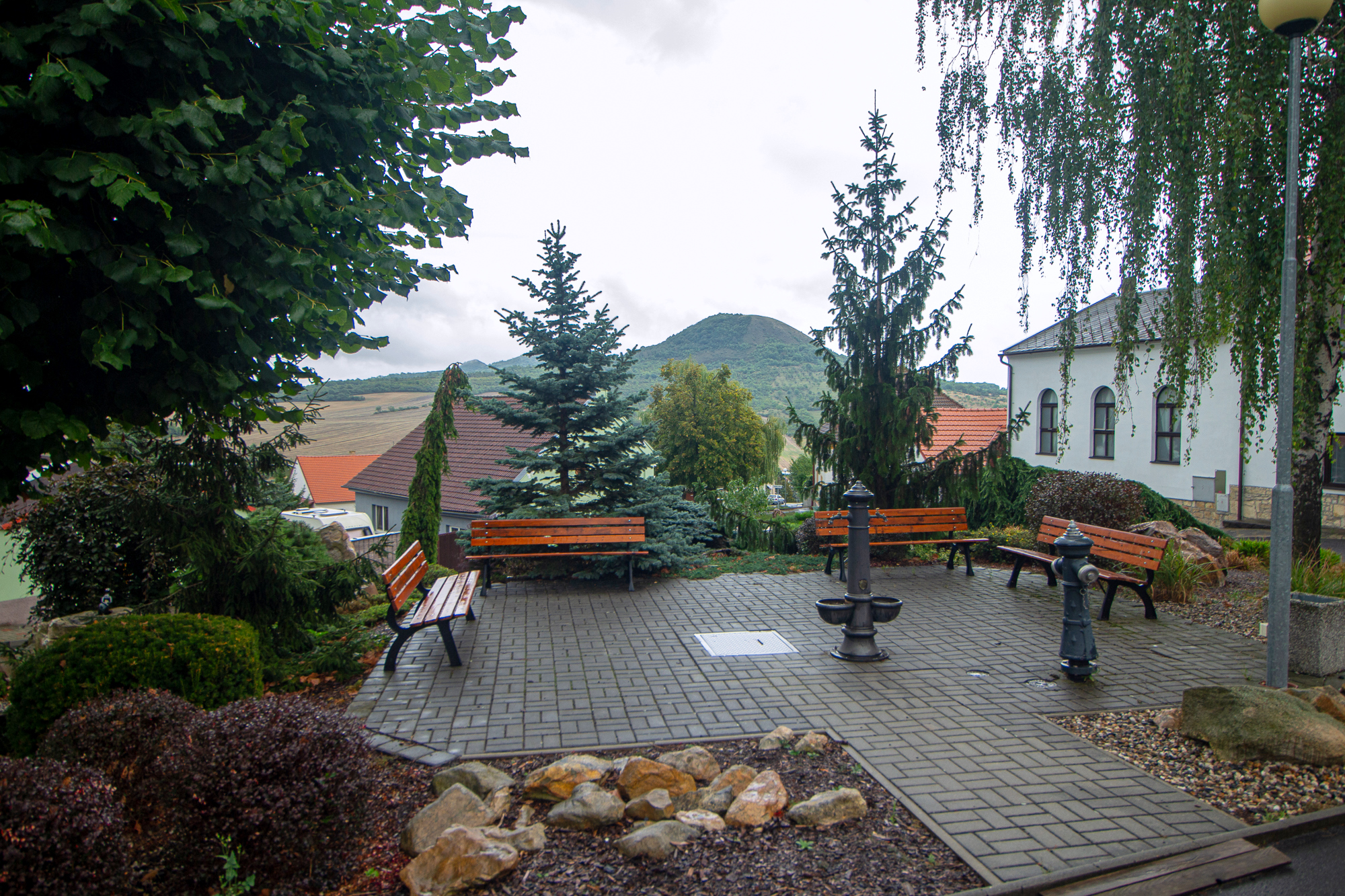
Střed obce

První zmínka o učiteli v Rané pochází z roku 1715. Nová školní budova zde byla postavena roku 1829. Vyučovalo se zde německy, česká škola byla postavena roku 1893. Ve třicátých letech 20. století zde prožíval dětství významný český archivní teoretik a historik Ivan Hlaváček, jehož otec zde byl řídícím učitelem.
Na konci 19. století si v Rané obě etnika zakládala spolky. Nejstarším německým byli hasiči z roku 1893, o rok později vznikla česká čtenářsko-hospodářská beseda. V roce 1928 byla Raná elektrifikována. Do třicátých let spadají počátky leteckého sportu na Rané. Vládní delegaci na plachtařských závodech v červnu 1938 vedl prezident Edvard Beneš. Po Mnichově se Raná stala součástí Velkoněmecké říše.
1. května 1945 se v Rané ustavil ilegální národní výbor, složený z Čechů, kteří prožili válku v Rané. Ranští Němci byli v roce 1946 odsunuti. V témže roce ve vsi založili strojní družstvo, roku 1950 vzniklo jednotné zemědělské družstvo. Při správní reformě byl v Rané zrušen místní národní výbor a vesnice se k 1. lednu 1981 stala spolu se svou částí Hrádek částí Loun. Samostatnou se Raná stala opět k 24. listopadu 1990.

## Přírodní poměry
V opuštěném hliništi u dvoru Oblík vyvěrá pramen hořké, vápenato-hořečnaté vody, ve které bylo podle rozboru z roku 1967 rozpuštěno 2,85 g·l−1 minerálních látek. Voda kromě jiných obsahovala v jednom litru 443,3 mg vápníku, 191,2 mg hořčíku a 1586 mg síranových iontů.

## Obyvatelstvo
| Obec Raná                                              | Obec Raná | Obec Raná | Obec Raná | Obec Raná | Obec Raná | Obec Raná | Obec Raná | Obec Raná | Obec Raná | Obec Raná | Obec Raná | Obec Raná | Obec Raná | Obec Raná |
|                                                        | 1869      | 1880      | 1890      | 1900      | 1910      | 1921      | 1930      | 1950      | 1961      | 1970      | 1980      | 1991      | 2001      | 2011      |
| ------------------------------------------------------ | --------- | --------- | --------- | --------- | --------- | --------- | --------- | --------- | --------- | --------- | --------- | --------- | --------- | --------- |
| Obyvatelé                                              | 559       | 640       | 666       | 749       | 745       | 717       | 696       | 407       | 361       | 343       | 267       | 242       | 236       | 252       |
| Místní část Raná                                       |           |           |           |           |           |           |           |           |           |           |           |           |           |           |
| Obyvatelé                                              | 373       | 430       | 438       | 508       | 510       | 491       | 483       | 320       | 288       | 261       | 235       | 222       | 216       | 229       |
| Domy                                                   | 67        | 69        | 71        | 74        | 78        | 93        | 104       | 100       | 100       | 77        | 79        | 86        | 97        | 107       |
| Data z roku 1961 zahrnují i domy z místní část Hrádek. |           |           |           |           |           |           |           |           |           |           |           |           |           |           |

## Pamětihodnosti a přírodní zajímavosti
- Kostel Všech svatých poprvé uváděn v písemných pramenech roku 1335.[16] Ze 13. století zřejmě pochází kostelní věž. Hlavní portál do kostela je pozdně gotický a zakončený oslím hřbetem. V 18. století byl kostel barokně přestavěn. Interiér kostela je v současné době zdevastovaný a není přístupný.
- Socha Ecce Homo na soklu z roku 1739 vyzdobeném plastikami světců je umístěna mladší socha Krista. Nachází se před domem čp. 20.
- Venkovská usedlost čp. 32 na návsi, postavená koncem 18. století
- Kříž – nachází se jihovýchodně od obce, u křižovatky silnice č. 28 a staré cesty
- Čedičový solitérní vrch Oblík, který byl vyhlášen národní přírodní rezervací.[17]
- Národní přírodní rezervace Raná (České středohoří)
- Letoun Aero AE-45

## Části obce
- Raná
- Hrádek

## Galerie

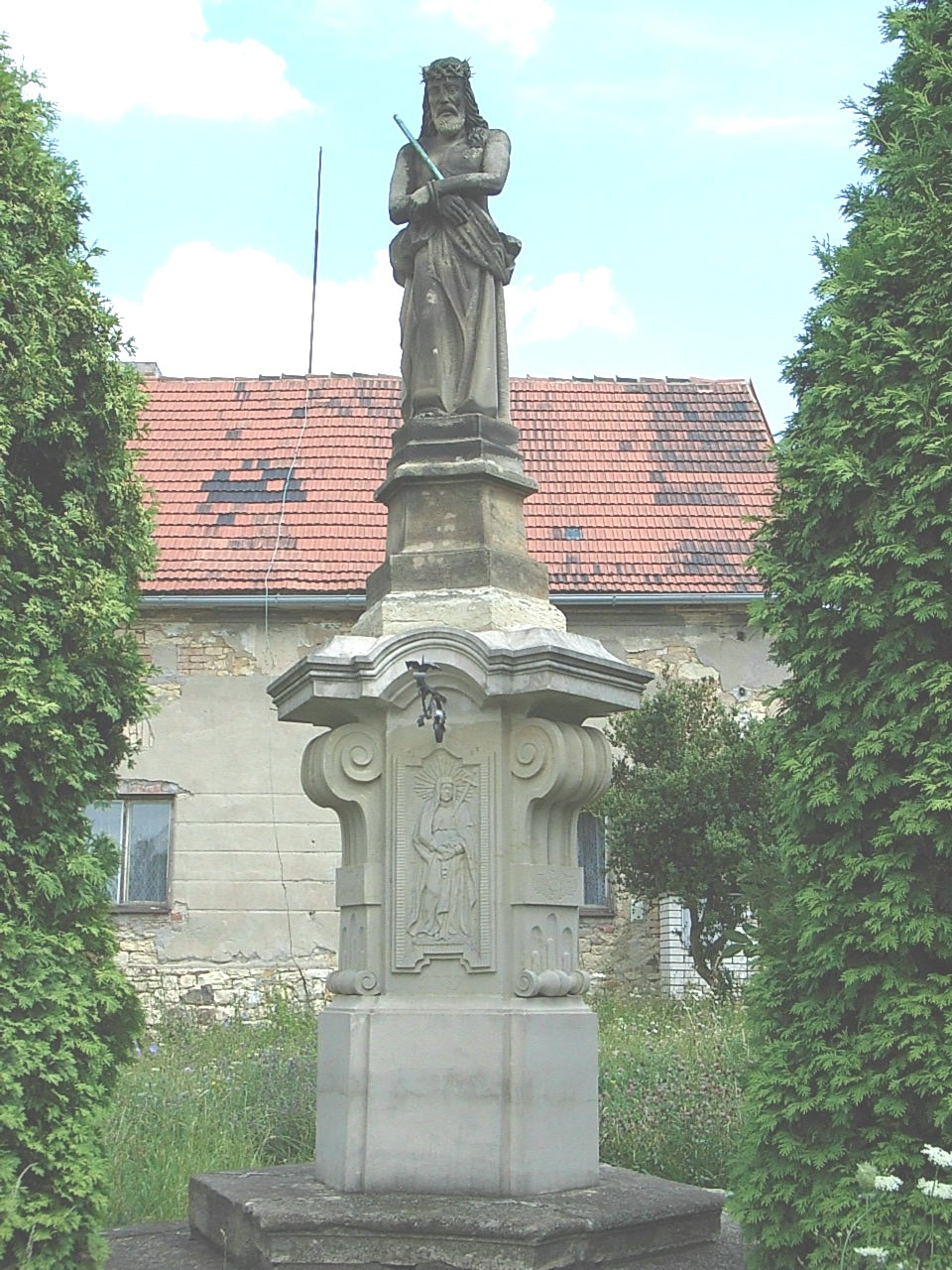
Socha Ecce homo
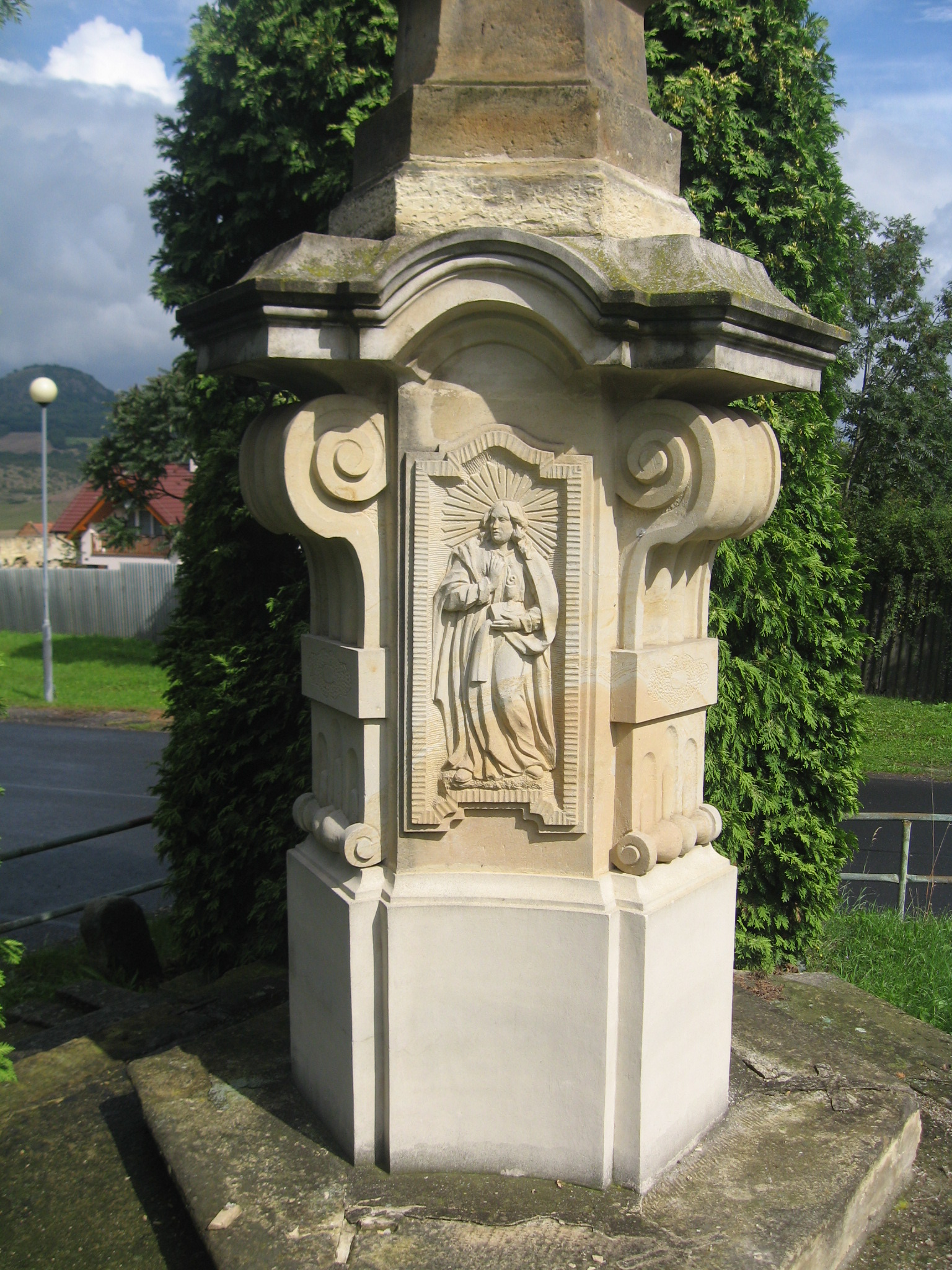
Plastika na soklu sochy Krista
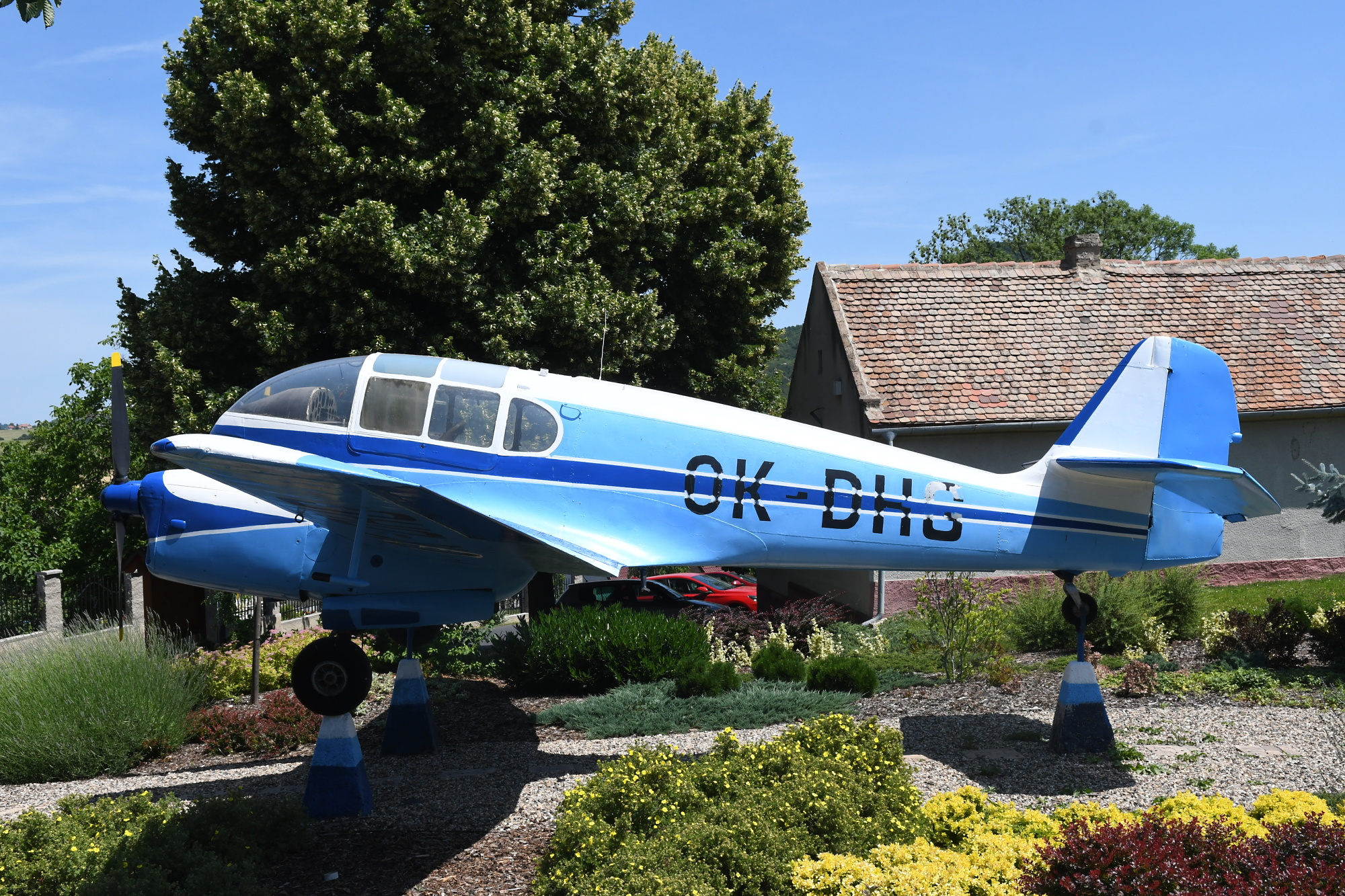
Letoun Aero AE-45 v obci Raná